# Gastrostomobdella monticola
Gastrostomobdella monticola ist der Name einer Art großer landlebender Egel aus der Familie der Gastrostomobdellidae in der Unterordnung der Schlundegel, der insbesondere Regenwürmer frisst.

## Merkmale
Gastrostomobdella monticola hat einen zylindrisch geformten Körper, der 7,5 bis 10 cm lang und 1,0 bis 1,2 cm breit wird. Der Egel hat vier Augenpaare, davon zwei Paar labiale und zwei Paar buccale. Von den äußerlich nicht sichtbaren Segmenten zählen 15 Segmente im Mittelabschnitt der Tiere – vom 9. bis zum 23. Segment – jeweils 6 äußere Ringel. Die männliche Geschlechtsöffnung der zwittrigen Tiere befindet sich an der Grenze zwischen dem 11. und 12. Segment, die weibliche zwischen dem 12. und 13. Segment oder etwas dahinter, so dass sich zwischen den beiden Geschlechtsöffnungen 6 oder 7 äußere Ringel befinden. Wie andere Arten der Gattung Gastrostomobdella besitzt Gastrostomobdella monticola bauchseitig hinter der weiblichen Geschlechtsöffnung – an der Grenze zwischen dem 14. und 15. Segment – eine auffällige schlitzförmige Öffnung (Gastropore), die hier vom Darmkanal aus nach außen mündet. Der lange, muskulöse, gerade gestreckte und röhrenförmige Pharynx weist keine Stilette auf. Die Haut des Egels hat feine schwarze Flecken auf korallenrotem Untergrund.

## Verbreitung, Lebensraum und Lebensweise
Gastrostomobdella monticola lebt am Waldboden der Bergwälder in den malaysischen Provinzen Sarawak und Sabah auf der Insel Borneo unter anderem an den Hängen der Berge Murud auf Höhen von 1800 bis 2200 Metern über dem Meeresspiegel und Poi auf etwa 1700 Metern über dem Meeresspiegel. Sie erbeutet vor allem Regenwürmer, die mithilfe des muskulösen Pharynx verschluckt werden.